# Kickboxer: Retaliation
Kickboxer: Retaliation es una película de artes marciales estadounidense estrenada en el año 2018, dirigida por Dimitri Logothetis y protagonizada por Alain Moussi, Jean-Claude Van Damme, Hafþór Júlíus Björnsson, Christopher Lambert, Ronaldinho, Mike Tyson y Sara Malakul Lane. Se trata de una secuela de la película de 2016 Kickboxer: Vengeance y retoma la historia de dicha película, donde el protagonista Kurt Sloane es secuestrado y llevado a una prisión en Tailandia. Tanto esta producción como la película de 2016 no tienen en cuenta los acontecimientos ocurridos en las películas Kickboxer 2: The Road Back, Kickboxer 3: The Art of War, Kickboxer 4: The Aggresor y Kickboxer 5: The Redemption, donde los actores Sasha Mitchell y Mark Dacascos se encargaron de interpretar a los personajes principales tras la muerte de Kurt Sloane a manos del villano Tong Po.
El exfutbolista brasileño Ronaldinho y el exboxeador estadounidense Mike Tyson hacen aparición en la película ayudando a Sloane en su entrenamiento en la prisión. En el sitio web Rotten Tomatoes, la película cuenta con un índice de aprobación del 91% basado en 11 reseñas, con un índice de audiencia promedio de 6.7 sobre 10. En Metacritic, la película tiene una puntuación promedio de 54 sobre 100, indicando "reseñas mixtas".

## Sinopsis
Tras derrotar al malvado Tong Po, Kurt Sloane regresa a los Estados Unidos para seguir con su vida al lado de su esposa. Sin embargo, dos falsos policías lo secuestran y lo llevan a Tailandia, donde es confinado en una prisión y obligado a luchar contra Mongkut, un gigantesco luchador que basa su habilidad en su increíble fuerza y tamaño. Tras la negativa inicial de Sloane, el millonario Thomas Moore secuestra a su esposa para obligarlo a luchar contra Mongkut. En la prisión, Kurt encuentra inesperados aliados que lo ayudarán a prepararse para su enfrentamiento a muerte contra el gigante.

## Reparto
| Actor                   | Personaje           |
| ----------------------- | ------------------- |
| Alain Moussi            | Kurt Sloane         |
| Jean-Claude Van Damme   | Durand              |
| Hafþór Júlíus Björnsson | Mongkut.            |
| Mike Tyson              | Briggs              |
| Sara Malakul Lane       | Liu Sloane          |
| Christopher Lambert     | Thomas Moore        |
| Steven Swadling         | Joseph King         |
| Sam Medina              | Crawford            |
| Miles Strommen          | Rupert              |
| Randy Charach           | Drake               |
| James P. Bennett        | Hombre Nunchaku     |
| Brian Shaw              | Gran convicto       |
| Roy Nelson              | Big Country         |
| Ronaldinho              | Ronaldo             |
| Fabricio Werdum         | Fabricio            |
| Jessica Jann            | Gamon               |
| Maxime Savaria          | Somsak              |
| Nicholas Van Varenberg  | Travis              |
| Wanderlei Silva         | Chud                |
| Rico Verhoeven          | Moss                |
| Renato Sobral           | él mismo            |
| Renzo Gracie            | él mismo            |
| Frankie Edgar           | él mismo            |
| Maurício Rua            | él mismo            |
| Jazz Securo             | Anunciador de pelea |